# The Sound Poets
The Sound Poets — латвийская музыкальная группа, играющая «интеллектуально-эмоциональный поп-рок».
Наиболее известная песня группы — «Kalniem pāri» («За горами») — в 2013 году была удостоена национальной музыкальной премии «Zelta mikrofons», а в 2018 году заняла 9-е место среди лучших латышских песен всех времён согласно опросу, проведённому Radio SWH к 100-летию Латвийской Республики.

## Создание группы
Группа образовалась в 2006 году и вначале носила название «Smaragda Pilsētas Burvji» («Волшебники Изумрудного Города»), сокращённо «S.P.B.». История группы началась с авантюры: музыканты Янис Айшпурс (вокал, фортепиано и акустическая гитара) и Артурс Эглитис (клавишные и второй голос), не имея на тот момент ни группы, ни собственного репертуара, записались на выступление на большом корпоративном мероприятии. Первым, кого они попросили присоединиться, был опытный музыкант, басист Ингарс Вилюмс, участник известной группы «Brainstorm/Prāta Vētra» и других латвийских команд. Затем Янис пригласил в группу своего одноклассника, гитариста Нормундса Лукшу, а Ингарс — барабанщика Андриса Буйкиса.
В итоге новоявленный музыкальный коллектив выступил на запланированном шоу с несколькими песнями, написанными Янисом. Это был их первый успех. Затем «S.P.B.» решили попытать счастья на радио. В конце 2006 года их песня «Pearl tears» появилась в ротации радиостанции SWH и вскоре попала в TOP 20, а в марте 2007 года достигла верхней позиции чарта. Вторая представленная на суд слушателей Radio SWH песня — «Poet» — через несколько недель достигла верхней позиции и стала наиболее слушаемой песней месяца. Третий сингл «Feeling behind» достиг вершин хит-парадов уже не только Radio SWH, но и других радиостанций по всей Латвии.
В 2007 году группа дебютировала на MTV: видео на песню «Pearl tears» попало на MTV Baltic и было показано во всех трёх балтийских странах — Латвии, Эстонии и Литве. Их четвертый сингл «The Moon» достиг первой позиции в июне 2008 года.
В том же 2007 году музыканты приняли участие в ведущих музыкальных фестивалях латвийской рок-сцены: «Baltic Beach Party» и «PositivusAB». В этом же году группа выиграла конкурс молодых команд Sony Urban Playground, организованных совместно рекорд-лейблом Sony BMG и автоконцерном Nissan.

## Дебютный альбом
После двух лет активной деятельности, в декабре 2008 года, вышел первый альбом группы, сменившей к тому времени своё название с «S.P.B.» на «The Sound Poets» («Поэты звука»), как более точно отражающее её музыкальную философию. Альбом под названием «Sound Poetry / Volume I» («Поэзия звука / Том I») состоит из 12 композиций на английском языке. Выбор языка автор почти всех песен альбома Янис Айшпурс («It Takes Me» написал Ингарс Вилюмс) объясняет тем, что с четырехлетнего возраста слушал англоязычные песни, к которым его приобщал отец. Кроме качественной музыки и интересного вокала Яниса, «Поэты звука» предложили слушателю интересные звуковые решения — пение «а капелла» во вступительной композиции «Ikaros», звучание начала песни «Poet», словно из туннеля или «ресторанное» начало «Spinning the Sun Around Fingers». «Если бы мы не пытались добиться наилучшего результата, альбом вышел бы ещё год назад. Но мы хотели быть разными, чтобы своей музыкой и настроением оставить что-то настоящее в латвийской поп-рок-музыке», — говорят члены группы, которые собственный стиль игры определяют как «интеллектуально-эмоциональный поп-рок». Продюсирование, программирование и микширование первого альбома было практически полностью проведено Янисом Айшпурсом и Ингарсом Вилюмсом, а окончательное сведение выполнено на американской студии «Sterling Sound», услугами которой пользовались такие всемирно известные исполнители, как Ленни Кравиц, Pink и многие другие.
В 2009 году группу покинул клавишник Артурс Эглитис, а на смену Андрису Буйкису пришел новый барабанщик Анджейс Граудс.

## Второй альбом
В 2012 году началась подготовка к выпуску второго альбома группы с рабочим названием «Sound Poetry / Volume II» («Поэзия звука / Том II»). Предварительно музыканты опубликовали на своём сайте две песни из него: «Request for reincarnation» и «Emilija». Песня «Emilija», которую Янис Айшпурс посвятил своей маленькой дочери, написана на латышском языке, а вокальную часть «Request for reincarnation» группа записывала в кафедральном соборе. «Emilija» несколько недель удерживала первое место в чарте латвийского Rietumu Radio.

## «Поэты звука» и Интернет
Для продвижения своего творчества «The sound poets» активно используют возможности, предоставляемые Интернетом. На официальном сайте группы можно прослушать как старые, так и новые песни, клипы можно посмотреть на Youtube. Странички группы есть во всех крупных социальных сетях — на Facebook, [vkontakte.ru/id141433810#/club28663207 В Контакте], Myspace, Draugiem

## Концертная деятельность
«The Sound Poets» всегда вели активную клубно-фестивальную деятельность. Лето 2011 года отмечено успешным выступлением группы на фестивале «Summer Sound Liepāja» 22 июля, в рок — фестивале «Pīlādzis» 30 июля, в фестивале «Viesturdārza svētki» 6 августа, а 11 августа 2011 года состоялся сольный концерт «The Sound Poets» в «Квартале Калнциема» в Риге.